# The Self-Improvement of Salvadore Ross
"The Self-Improvement of Salvadore Ross" is een aflevering van de Amerikaanse televisieserie The Twilight Zone. Het scenario is geschreven door Jerry McNeely, gebaseerd op een verhaal van Henry Slesar

## Plot

### Opening
Confidential personnel file on Salvadore Ross. Personality: a volatile mixture of fury and frustration. Distinguishing physical characteristic: a badly-broken hand which will require emergency treatment at the nearest hospital. Ambition: shows great determination toward self-improvement. Estimate of potential success: a sure bet for a listing in Who's Who--in the Twilight Zone.
— Rod Serling

### Verhaal
Salvadore Ross is een brutale, ambitieuze jonge man die verliefd is op een sociaal werkster genaamd Leah Maitland. Leah ziet wel wat in Ross, maar zal nooit kunnen trouwen met een man die zo weinig om anderen geeft. Daarbij heeft Leahs vader een hekel aan Ross. Leah beëindigt hun relatie en Ross breekt tot overmaat van ramp ook nog zijn hand.
Ross' kamergenoot is een oude man met een zware verkoudheid. Ross maakt sarcastisch de opmerking dat hij graag van kwaaltjes zou willen ruilen met de oude man, die die zegt bij wijze van grap dat hij akkoord gaat. De volgende dag blijkt op magische wijze Ross opeens de verkoudheid te hebben en de oude man een gebroken hand.
Ross beseft dat hij blijkbaar de gave heeft om alles te kunnen ruilen met iemand. Hij bezoekt een oude miljonair en ruilt met hem een miljoen dollar en luxe penthouse tegen 40 jaren van zijn leven. Op deze manier wordt de miljonair weer jong en krijgt Ross een betere financiële situatie. Enige nadeel is dat Ross nu zelf oud is. Hij verdient zijn jeugd weer terug door een groot aantal jonge mannen een klein geldbedrag te bieden voor één jaar van hun leven. Ze gaan allemaal akkoord omdat ze denken dat Ross gek is en omdat geen van hen enig verschil voelt na slechts één jaar te zijn verouderd, merken ze niets van de ruil.
Nu hij weer jong is en nog steeds rijk probeert Ross Leah ten huwelijk te vragen, maar ze wijst hem af vanwege het feit dat hij niet de hartelijkheid bezit die haar vader heeft. Gefrustreerd bezoekt Ross Leahs vader en ruilt met hem zijn persoonlijkheid tegen een aanzienlijk geldbedrag. Ross veranderd hierdoor spontaan in de man van Leahs dromen.
Uiteindelijk bezoekt Ross nog eenmaal Leahs vader om hem te vragen voor zijn toestemming met zijn dochter te trouwen. Ross vergeet echter dat Leahs vader een hekel aan hem heeft en nu niet meer over de genade in zijn hart beschikt daar hij dit heeft geruild met Ross. Zodra Ross de vraag stelt, schiet Leahs vader hem dood.

### Slot
The Salvadore Ross program for self-improvement. The all-in-one, sure-fire success course that lets you lick the bully, learn the language, dance the tango and anything else you want to do--or think you want to do. Money-back guarantee. Offer limited to...the Twilight Zone.
— Rod Serling

## Rolverdeling
- Don Gordon : Salvadore Ross
- Gail Kobe : Leah Maitland
- Vaughn Taylor : Mr. Maitland

## Achtergrond
- Het verhaal waar de aflevering op is gebaseerd, werd voor het eerst gepubliceerd in The Magazine of Fantasy and Science Fiction in mei 1961.
- De aflevering is verkrijgbaar op het 25e deel van de dvd-collectie.